# Pindar (rivière)
Le Pindar est une rivière indienne d'une longueur de 120 km de long qui coule dans l’État de l'Uttarakhand. Il est un affluent de l'Alaknanda dans le bassin du Gange.